# Dai-Keong Lee
Dai-Keong Lee (Honolulu, 2 settembre 1915 – 1º dicembre 2005) è stato un compositore cinese naturalizzato statunitense.

## Biografia
Lee studiò prima all'Università delle Hawaii a Manoa e poi alla Università di Princeton con Roger Sessions, alla Juilliard School of Music di New York City con Frederick Jacobi (1933-1936), alla Columbia University di New York Città con Otto Luening, dove conseguì il Master of Arts nel 1951. Ha anche studiato con Aaron Copland al Berkshire Music Center di Tanglewood (1941).
Ha vissuto come compositore freelance a New York. Come compositore ha scritto opere per orchestra (sinfonie, suite, concerti), gruppo di fiati, teatro musicale (6 opere, 1 balletto), musica vocale (canzoni e opere corali) e musica da camera. La sua Seconda Sinfonia ebbe la nomination per il Premio Pulitzer per la musica.

## Composizioni

### Lavori per orchestra
- 1942 Introduzione e Allegro, per orchestra d'archi
- 1943 Prelude and Hula, per orchestra
- 1944 Essay, per orchestra da camera - in seguito ribattezzato "Golden Gate Overture" e ampliato per orchestra
- 1944 Pacific Prayer
- 1945 Renascence, per orchestra
  1. Retrospect
  2. New horizons
- 1945/1947 Sinfonia n. 1
  1. Adagio con anima - Allegro con brio
  2. Andante espressivo
  3. Allegro animato
- 1947 Festival Ode, per orchestra
- 1948-1949 Sinfonia n. 2
- 1955 Pierino e il suo flauto magico una variazione su un tema di Prokofieff, per voce recitante e orchestra - testo: Elaine Navy
- 1957 Concert, per violino e orchestra. La prima fu eseguita da Joan Field[1]
- 1958 Polynesian Suite
  1. Ori Tahitian - Tahitian Dance
  2. Hula
  3. Festival
- Folksong concerto, per violino e orchestra
- Hawaiian Festival Overture
- Overture in do
- Overture, per orchestra da camera
- Teahouse of the August Moon, suite sinfonica

### Lavori per gruppo di fiati
- 1947 Joyous Interlude
- 1947 Hawaii State, marcia
- Prelude and Hula

### Teatro musicale

#### Opera
| Terminato nel | Titolo                                                          | Atti             | Prima                                                               | Libretto              |
| ------------- | --------------------------------------------------------------- | ---------------- | ------------------------------------------------------------------- | --------------------- |
| 1940          | The Poet's Dilemma                                              | 1 atto, 2 scènes | 12 aprile 1940, New York City, Juilliard School of Music            | Daniel K. Freudenthal |
| 1950          | Open the Gates                                                  | 1 atto           | 22 febbraio 1951, Brooklyn, Off-Broadway Blackfriar's Theater Guild | Robert Payne          |
| 1952          | Phineas and the Nightingale                                     | 1 atto           | 1952                                                                |                       |
| 1956          | Speakeasy, noto anche come Kitty and Harry                      | 1 atto           | 8 febbraio 1957, New York City, Cooper Union                        | Robert Healey         |
| 1957          | 2 Knickerbocker Tales                                           |                  |                                                                     |                       |
| 1979          | The Ballad of Kitty the Barkeep; versione rivista di: Speakeasy |                  |                                                                     |                       |

#### Musical
- The Gold of their Bodies

#### Musica teatrale
- 1941 Our sonata of love - testo: Daniel K. Freudenthal
- 1953 Teahouse of the August Moon musica per una commedia - testo: John Patrick, basato su un romanzo di Vern Sneider

### Musica vocale

#### Lavori per coro
- 1946 East and West, per coro misto
- 1947 Forgetfulness, per coro misto
- 1947 October - November, per coro misto
- 1952 Credo, per coro maschile in quattro parti (TTBB)
- 1952 On Journeys, per coro maschile in quattro parti (TTBB)
- 1970 Canticle of the Pacific, per coro misto e orchestra - testo: da "Saddharma Pundarika Sutra"

### Musica da camera
- 1947 Strijkkwartet nr. 1
- 1950 Incantation and Dance, per violino e pianoforte

### Lavori per pianoforte
- 1942 Tre preludi
- 1948 Sonatina in tre movimenti
- 1961 Sei preludi